# Elburn, Illinois
Elburn är en ort (village) i Kane County, i delstaten Illinois, USA. Enligt United States Census Bureau har orten en folkmängd på 5 659 invånare (2011) och en landarea på 8,1 km².